# Lepidopora concatenata
Lepidopora concatenata is een hydroïdpoliep uit de familie Stylasteridae. De poliep komt uit het geslacht Lepidopora. Lepidopora concatenata werd in 1991 voor het eerst wetenschappelijk beschreven door Cairns. 